# Lechtsjevo
Lechtsjevo (Bulgaars: Лехчево) is een dorp in het noordoosten van Bulgarije. Het dorp is gelegen in de gemeente Boïtsjinovtsi, oblast Montana. Het dorp ligt 28 km ten noordoosten van Montana en 94 kilometer ten noorden van Sofia.

## Bevolking
Op 31 december 2020 telde het dorp Lechtsjevo 1.567 inwoners.
| Bevolkingsontwikkeling tussen 1934 en 2020          |
| --------------------------------------------------- |
|                                                     |
| Bron: Nationaal Statistisch Instituut van Bulgarije |

In het dorp wonen voornamelijk etnische Bulgaren. In de optionele volkstelling van 2011 identificeerden 1.640 van de 1.775 respondenten zichzelf als etnische Bulgaren, oftewel 92,4% van de bevolking. De rest van de bevolking bestond vooral uit Roma.
| Etnische samenstelling van de respondenten (2011) | Etnische samenstelling van de respondenten (2011) | Etnische samenstelling van de respondenten (2011) | Etnische samenstelling van de respondenten (2011) | Etnische samenstelling van de respondenten (2011) |
| ------------------------------------------------- | ------------------------------------------------- | ------------------------------------------------- | ------------------------------------------------- | ------------------------------------------------- |
|                                                   |                                                   |                                                   |                                                   |                                                   |
| Bulgaren                                          | Bulgaren                                          |                                                   | 92,4%                                             | 92,4%                                             |
| Turken                                            | Turken                                            |                                                   | 0,0%                                              | 0,0%                                              |
| Roma                                              | Roma                                              |                                                   | 7,0%                                              | 7,0%                                              |
| Anders/Onbekend                                   | Anders/Onbekend                                   |                                                   | 0,6%                                              | 0,6%                                              |